# Petru Cazacul
Petru Cazacul (n. secolul al XVI-lea – d. 15 noiembrie 1592, Constantinopol, Imperiul Otoman) a fost Domn al Moldovei (august – 25 octombrie 1592). 

## Prezentare generală
Despre originea lui există date incerte.  Se crede că ar fi fost fiul lui Alexandru Lăpușneanu. Conform unor documente și scrisori ale epocii respective, Petru avea relații cu Filip al II-lea al Spaniei, cu habsburgii austrieci, la Istanbul iar spre final se imprietenise cu hatmanul Coroanei Jan Zamojski și cu cazacii zaporojeni de unde i s-a tras porecla de "Cazacul", de mare preț in ochii moldovenilor.
A ajuns domn al Moldovei în 1592, după mazilirea lui Aron Tiranul (cunoscut și ca Aron Vodă), cu sprijinul polonilor. Faptul acesta a stârnit nemulțumiri la Istanbul, deoarece numai Sultanul avea dreptul de a numi domni la nord de Dunăre. A incercat să adopte o politică anti-otomană, trimițând solii la principele transilvan Sigismund Bathory și în Polonia.
În toamna lui 1592, Moldova este atacată din două directii: 2000 de oșteni intră dinspre răsărit in țara conduși de căpitanul Sibrik iar dinspre sud veneau turcii în frunte cu Aron Tiranul și beglerbegul Greciei, Veli-aga. Domnitorul a lăsat oșteni hatmanului Oras să îi întâmpine pe unguri la Baia. Apoi s-a deplasat în sud pentru a-i întâmpina pe turci.  Apelase și la cazaci.  Dar Sibrik a găsit o altă cale de a intra în Moldova și pe 11-12 octombrie se află în cetatea de scaun. Petru s-a tras către Iași căutând să se apere în pădurile din apropiere. Cazacii au lovit Tighina dar acțiunea lor a fost fără nici o utilitate căci domnitorul fusese prins și dus la turci.
Petru Cazacul este ucis la 25 octombrie prin strangulare.